# Szabolcsi Miklós
| Szabolcsi Miklós                          | Szabolcsi Miklós                                                 |
| Kattints az alábbi külső linkek egyikére! | Kattints az alábbi külső linkek egyikére!                        |
| ----------------------------------------- | ---------------------------------------------------------------- |
| Nem található szabad kép.(?)              |                                                                  |
| külső link · jogvédett                    | 1980-as Állami Díjasok - Szabolcsi Miklós. MTI Zrt. Fotóarchívum |

Szabolcsi Miklós (Budapest, 1921. március 3. – Budapest, 2000. szeptember 2.) állami díjas magyar irodalomtörténész, kritikus, egyetemi tanár, a Magyar Tudományos Akadémia rendes tagja
A szocializmus idejének nagy irodalomtörténész-triumvirátusából (Király István, Pándi Pál és Szabolcsi Miklós) ő volt az, aki József Attila-kutatóként tevékenykedett.  Részt vett József Attila művei kritikai kiadásának előkészítésében, kiadta a rá vonatkozó emlékezéseket, majd kutatásainak összegzéseképpen – négy kötetben – megrajzolta a költő élet- és pályaívét. Szabolcsi Miklós munkája a József Attila-kutatásban máig megkerülhetetlen. Minden további vizsgálódás alapja, kiindulópontja. A szocialista korszak elvárásainak megfelelően bizonyos ideológiai futamok óhatatlanul fel-felbukkannak írásaiban, ám ha ezektől eltekintünk, elemzései és filológiai leírásai mai szemmel is helytállóak.
József Attila mellett kutatási területe volt a magyar és az európai avantgárd is. Máig világszerte idézett kutatásait később kiterjesztette a neoavantgárdnak nevezett jelenségcsoportra is.

## Életpályája
1939-ben érettségizett, majd felvették a Pázmány Péter Tudományegyetem magyar–francia szakára, ahol 1943-ban szerzett diplomát. 1945-től középiskolai tanárként dolgozott 1953-ig. Közben két évig (1948–50) a Vallás- és Közoktatásügyi Minisztérium munkatársa volt. Ezt követően 1953 és 1956 között a Csillag című folyóirat főszerkesztő-helyettese volt. 1950–1955 között az Óbudai Árpád Gimnáziumban magyar irodalmat tanított. 1956-ban az MTA Irodalomtörténeti Intézetébe került tudományos főmunkatársi, később osztályvezetői beosztásban. Közben 1959 és 1961 között az Élet és Irodalom felelős szerkesztőjeként is dolgozott. 1967-ben az intézet ügyvezető igazgatójává nevezték ki (az intézetet 1968-tól Irodalomtudományi Intézetnek hívják). Tisztét 1980-ig töltötte be. 1981-ben átvette az Országos Pedagógiai Intézet vezetését, amelyet 1988-ig irányított. Kutatóintézeti munkáin kívül 1962 és 1964 között a debreceni Kossuth Lajos Tudományegyetem egyetemi tanára, 1965 és 66 között a párizsi Sorbonne vendégtanáraként működött. 1964-től 1994-ig az Eötvös Loránd Tudományegyetemen oktatott, ahol 1988 és 1994 között a 20. századi magyar irodalom tanszék egyetemi tanára, majd 1995-ig tudományos tanácsadó. 1998-ban professor emeritus lett.
1960-ban védte meg az irodalomtudomány kandidátusi, 1963-ban akadémiai doktori értekezését. Az MTA Irodalomtudományi Bizottságának lett tagja. 1965-ben a Magyar Tudományos Akadémia levelező, 1976-ban pedig rendes tagjává választották. 1970 és 1973 között az akadémia Nyelv- és Irodalomtudományi Osztályának elnökhelyettese, majd 1985-ig elnöke volt. Ezt követően 1995-ig a Tudományos Minősítő Bizottság, annak megszűnése után 1998-ig pedig a Doktori Tanács tagja volt. Akadémiai tisztségein túl 1981 és 1984 között a Modern Nyelvek és Irodalmak Nemzetközi Szövetségének elnöki tisztét töltötte be, ezt követően tiszteletbeli elnökké választották.
Szabolcsi Miklós nem zárkózott be a tudomány elefántcsonttornyába. Sokat tett a magyar közoktatás fejlesztéséért is. Büszke volt rá, hogy ott bábáskodhatott az első általános iskolai tantervek készítésénél, mint ahogy minden befolyását latba vetette annak érdekében, hogy a közoktatásban elindulhasson az 1985-ös paradigmaváltás, az a folyamat, mely nagy lépés volt előre annak a sokszínűségnek az irányába, melyet napjainkban az oktatás egyik legfőbb értékének tekintünk.
Halálakor Rónay László a Szabolcsi Miklós halála és maradandósága című cikkében így összegezte a Szabolcsi Miklósról alkotott véleményét: ''„Européer” volt, abból a fajtából, amelynek képviselői minden fontos és értékes művészeti jelenséget számon tartanak, s azokkal igyekeznek megtermékenyíteni a közgondolkozást, a nemzeti kultúrát."

## Családja
Szabolcsi Miklós a magyar kultúrában elévülhetetlen érdemeket szerzett  Szabolcsi-dinasztia sarja. Édesapja Szabolcsi Lajos író, költő, újságíró; nagybátyja Szabolcsi Bence zenetudós volt. 1948-ban vette el Margules Hedvig művészettörténészt, aki 1969-ben kandidátusi fokozatot szerzett. Fia Szabolcsi János tanár, sakknagymester, szakíró.

## Díjai, elismerései
- Magyar Népköztársasági Érdemérem arany fokozata (1949)
- Akadémiai Jutalom (1958)
- József Attila-díj (1959, 1964)
- Állami Díj (1980) – A József Attila-életmű kutatásában elért eredményeiért, a huszadik századi magyar irodalommal foglalkozó tanulmányaiért.
- Akadémiai Pálmák(wd) tiszti fokozata (Franciaország, 1987)
- Demény Pál-emlékérem (2005)[10]
- József Attila-emlékplakett (társasági, 2005)[10]

## Főbb publikációi
- Az irodalmi stílusvizsgálat XX. századi módszerei; Egyetemi Ny., Budapest, 1943
- Cserkészek francia nyelvkönyve; összeáll. Schrank Endre, Szabolcsi Miklós; Magyar Cserkészfiúk Szövetsége, Budapest, 1947 (Jamboree füzetek)
- József Attila (1952)
- A valóságábrázolás és pártosság kérdései; Magyar Újságírók Országos Szövetsége, Budapest, 1955 (Újságírók szakmai előadásai és vitái)
- Irodalom és felelősség. Tíz év irodalmi kritikáiból; szerk. Szabolcsi Miklós; Művelt Nép, Budapest, 1955
- Költészet és korszerűség (1959)
- Kis magyar irodalomtörténet (Klaniczay Tiborral és Szauder Józseffel, 1961)
- Fiatal életek indulója. József Attila pályakezdése (1963)
- Elődök és kortársak (1964)
- Jel és kiáltás. Az avantgárd és a neoavantgárd kérdéseihez (1971)
- A clown mint a művész önarcképe (1974)
- Érik a fény. József Attila élete és pályája (1923–1927) (1977)
- A neoavantgárd (1983)
- Világirodalom a 20. században. Főbb áramlatok (1987)
- "A hetedik te magad légy!". Újabb József Attila versértelmezések. Az ELTE Bölcsészettudományi Karának XX. századi Magyar Irodalomtörténeti Tanszékén készült dolgozatok; szerk. Szabolcsi Miklós; ELTE BTK XX. századi Magyar Irodalomtörténeti Tanszék, Budapest, 1991
- "Kemény a menny". József Attila élete és pályája 1927–1930 (1992)
- Kész a leltár. József Attila élete és pályája 1930–1937 (1998)
- Füst Milán-dialógusok; szerk. Kovács Kristóf András, Szabolcsi Miklós; Anonymus, Budapest, 2000 (Belépő)
- József Attila élete és pályája I–II. (együttes kiadás, 2005)
- József Attila Párizsban / Attila József à Paris; szerk. Szabolcsi Miklós, franciára ford. Günther L. Schreiber ford.; Fekete Sas, Budapest, 2005
- A clown, mint a művész önarcképe; 2. megújított kiad.; Argumentum, Budapest, 2011